# Surigao del Norte
Surigao del Norte (surigaense: Amihanan na Surigao; cebuano: Amihanang Surigao;  tagalo: Hilagang Surigaw; inglés: West Surigao) es una provincia isleña en la región de Caraga en Filipinas. Su capital es Surigao.

## Geografía
La provincia se compone de una pequeña región situada en el extremo nordeste de la isla de Mindanao y también de varias islas situadas en el mar de Filipinas, Siargao, grupo de Bucas (Grande de Bucas, Enmedio y Este) y la parte de las Dinagat situadas al sur del canal de Bagoc y de la bahía de Aguaasan (Awasan Bay): Sumilon, Danaon, Hikdop, Hanigad, Awasan, Nonoc y Doot.
Adyacentes a la costa y seperadas por el estrecho de Hinatuán (Hinatuan Passage), se encuentran las islas de Maanoc, Condona, Bayagnan, Hinatuan, Talavera, Masapelid, Mahaba y Banga.

## Transporte
La provincia sirve como una ruta de transporte importante entre Bisayas y Mindanao, ya que transcurre por la misma la   Autopista Marhalika denominada oficialmente  Pan-Philippine Highway, una red viaria de 3.517 kilómetros (2.185 millas) de caminos, puentes y servicios de ferry que conectan las islas de Luzón, Samar, Leyte y Mindanao,  auténtica columna vertebral de transporte en las Islas Filipinas.

## Idiomas
El cebuano y el surigaense son los idiomas principales de la provincia. También se hablan samareño y tagalo.

## División administrativa
Políticamente la provincia de Surigao del Norte se divide en 20 municipios y 1 ciudad,  Surigao (Component ). Cuenta con 335 barangays. 
Consta de 2 distritos para las elecciones al Congreso.
| Ciudad/Municipio         | N.º de Barangays | Población (2010) | Área (km²) | Código    |
| ------------------------ | ---------------- | ---------------- | ---------- | --------- |
| Alegría                  | 12               | 14.539           | 65.28      | 166701000 |
| Bacuag                   | 9                | 13.211           | 95.85      | 166702000 |
| Burgos                   | 6                | 4.058            | 19.27      | 166704000 |
| Claver                   | 14               | 23.702           | 322.60     | 166706000 |
| Dapa                     | 29               | 23.492           | 91.90      | 166707000 |
| Del Carmen               | 20               | 17.136           | 151.68     | 166708000 |
| General Luna (Cabuntug)  | 19               | 15.014           | 41.30      | 166710000 |
| Gigaquit                 | 13               | 18.784           | 138.11     | 166711000 |
| Mainit                   | 21               | 25.596           | 107.76     | 166714000 |
| Malimono                 | 14               | 18.316           | 80.13      | 166715000 |
| Pilar                    | 15               | 9.456            | 77.11      | 166716000 |
| Placer                   | 20               | 24.600           | 61.29      | 166717000 |
| San Benito               | 6                | 5.505            | 45.63      | 166718000 |
| San Francisco (Anao-Aón) | 11               | 13.335           | 56.72      | 166719000 |
| San Isidro               | 12               | 6.973            | 42.03      | 166720000 |
| Santa Mónica (Sapao)     | 11               | 8.715            | 39.19      | 166721000 |
| Sison                    | 12               | 11.377           | 54.70      | 166722000 |
| Socorro                  | 14               | 20.304           | 114.45     | 166723000 |
| Ciudad de Surigao        | 54               | 140.540          | 245.30     | 166724000 |
| Taganaán                 | 14               | 15.366           | 77.29      | 166725000 |
| Tubod                    | 9                | 12.569           | 45.34      | 166727000 |

## Historia

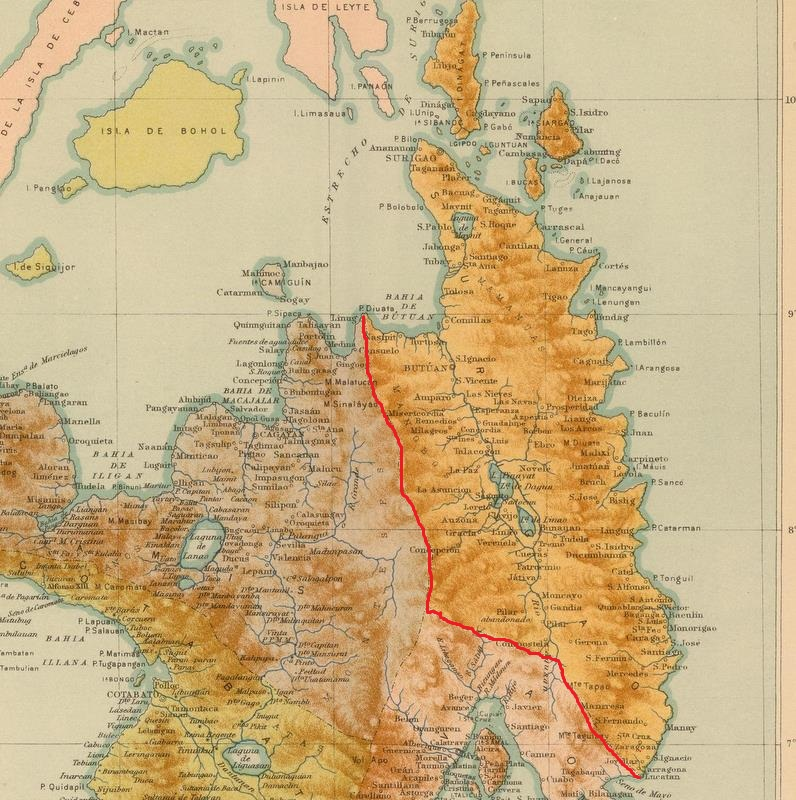
Provincia de Surigao en 1899.

En 1904, durante la ocupación estadounidense de Filipinas muchos municipios se convirtieron en barrios. La provincia de Surigao retuvo sólo los de Surigao, Placer, Dinagat y Dapa.
Este fue el caso de Sapao, Numancia de Siargao, Cabontog, Taganaán, Mainit y Claver.
El 18 de septiembre de 1960 la provincia de Surigao fue dividida en dos: Surigao del Norte y Surigao del Sur.
Surigao se convirtió en una ciudad el 30 de agosto de 1970, siendo Pedro R. Espina su primer alcalde.
Las Islas Dinagat pasan a convertirse en una nueva provincia el 2 de diciembre de 2006.